# Богданец (гмина)
Богданец (пол. Bogdaniec) — сельская гмина (волость) в Польше, входит как административная единица в Гожувский повет, Любушское воеводство. Население — 6598 человек (на 2004 год).

## Сельские округа
1. Богданец
2. Хваловице
3. Гостковице
4. Ясинец
5. Енин
6. Енинек
7. Енинец
8. Еже
9. Ежыки
10. Кшищына
11. Кшищынка
12. Квятковице
13. Любчино
14. Лупово
15. Мотылево
16. Подьенин
17. Рацлав
18. Рошковице
19. Становице
20. Вепшице
21. Влостув

## Соседние гмины
1. Гмина Дещно
2. Гожув-Велькопольски
3. Гмина Кшешице
4. Гмина Любишин
5. Гмина Витница